# Moustapha Mbow
Moustapha Mbow, né le 8 mars 2000 à Dakar, est un footballeur sénégalais qui joue au poste de défenseur central au Paris FC. Très technique qui joue des deux pieds 

## Biographie

### Jeunesse
Moustapha Mbow intègre l'école de football Birane Ly avant de rejoindre l'Académie Darou Salam en 2011.
Ses frères Pape Daouda et Moussa sont également footballeurs.

### Carrière
Moustapha Mbow prend part aux éliminatoires de la CAN junior 2019 en disputant les quatre matchs de l'équipe du Sénégal. Il rejoint ensuite le club français du stade de Reims en janvier 2019. Le mois suivant, il atteint la finale de la CAN junior. Le Sénégal s'incline face au Mali après une séance de tirs au but. Mbow ne joue qu'une seule rencontre lors de ce tournoi, au premier tour face au Burkina Faso.
En janvier 2022, il est prêté au Nîmes Olympique pour 6 mois.
Sous contrat jusqu'en 2026 avec le Paris FC, les clubs intéressés devront prévoir un budget important, car son transfert ne devrait pas se faire à moins de 1,5 million d'euros. Transfermarkt estime Moustapha Mbow à 1 million d'euros à la date actuelle (octobre 2024).

## Palmarès

### En club
Il est vice-champion de Ligue 2 en 2025 avec le Paris FC.

### Avec l'équipe du Sénégal
Il est finaliste de la Coupe d'Afrique des nations junior en 2019

### Distinction individuelle
- Équipe type de la Ligue 2 2024-2025